# Providence (Alabama)
 Providence, Alabama és una població dels Estats Units a l'estat d'Alabama. Segons el cens del 2000 tenia 311 habitants.

## Demografia
Segons el cens del 2000, Providence tenia 311 habitants, 124 habitatges, i 99 famílies La densitat de població era de 67,8 habitants/km².
Dels 124 habitatges en un 36,3% hi vivien nens de menys de 18 anys, en un 54,8% hi vivien parelles casades, en un 18,5% dones solteres, i en un 19,4% no eren unitats familiars. En el 18,5% dels habitatges hi vivien persones soles el 8,1% de les quals corresponia a persones de 65 anys o més que vivien soles. El nombre mitjà de persones vivint en cada habitatge era de 2,51 i el nombre mitjà de persones que vivien en cada família era de 2,81.
Per edats la població es repartia de la següent manera: un 27% tenia menys de 18 anys, un 8% entre 18 i 24, un 24,8% entre 25 i 44, un 26,4% de 45 a 60 i un 13,8% 65 anys o més.
L'edat mediana era de 35 anys. Per cada 100 dones hi havia 95,6 homes. Per cada 100 dones de 18 o més anys hi havia 84,6 homes.
La renda mediana per habitatge era de 33.542 $ i la renda mediana per família de 39.375 $. Els homes tenien una renda mediana de 38.750 $ mentre que les dones 24.821 $. La renda per capita de la població era de 19.382 $. Aproximadament el 6,5% de les famílies i el 10,1% de la població estaven per davall del llindar de pobresa.

## Poblacions més properes
El següent diagrama mostra les poblacions més properes.